# Pilcher Peak
Pilcher Peak är en bergstopp i Antarktis. Den ligger i Västantarktis. Argentina, Chile och Storbritannien gör anspråk på området. Toppen på Pilcher Peak är 915 meter över havet, eller 219 meter över den omgivande terrängen. Bredden vid basen är 1,5 km.
Terrängen runt Pilcher Peak är kuperad västerut, men österut är den bergig. Terrängen runt Pilcher Peak sluttar brant västerut. Trakten är obefolkad. Det finns inga samhällen i närheten. 